# Instantbird
Instantbird è un client di instant messaging multipiattaforma basato sul XULRunner di Mozilla e sulla libreria open source libpurple usata con il Pidgin. Instantbird è un software libero disponibile sotto Licenza GNU GPL.
A partire da Instantbird è stato sviluppato TorChat, un instant messenger anonimo.

## Protocolli supportati
I protocolli supportati da Istantbird sono OSCAR (AIM/ICQ/.Mac), Gadu-Gadu, Novell GroupWise, Internet Relay Chat, Microsoft Notification Protocol (.NET Messenger Service, comunemente conosciuto come MSN), MySpaceIM, QQ, SILC, SIMPLE, IBM Lotus Sametime, XMPP (Google Talk, ...), Yahoo! e Netsoul.